# Gasthaus Goldener Hirschen (Bregenz)

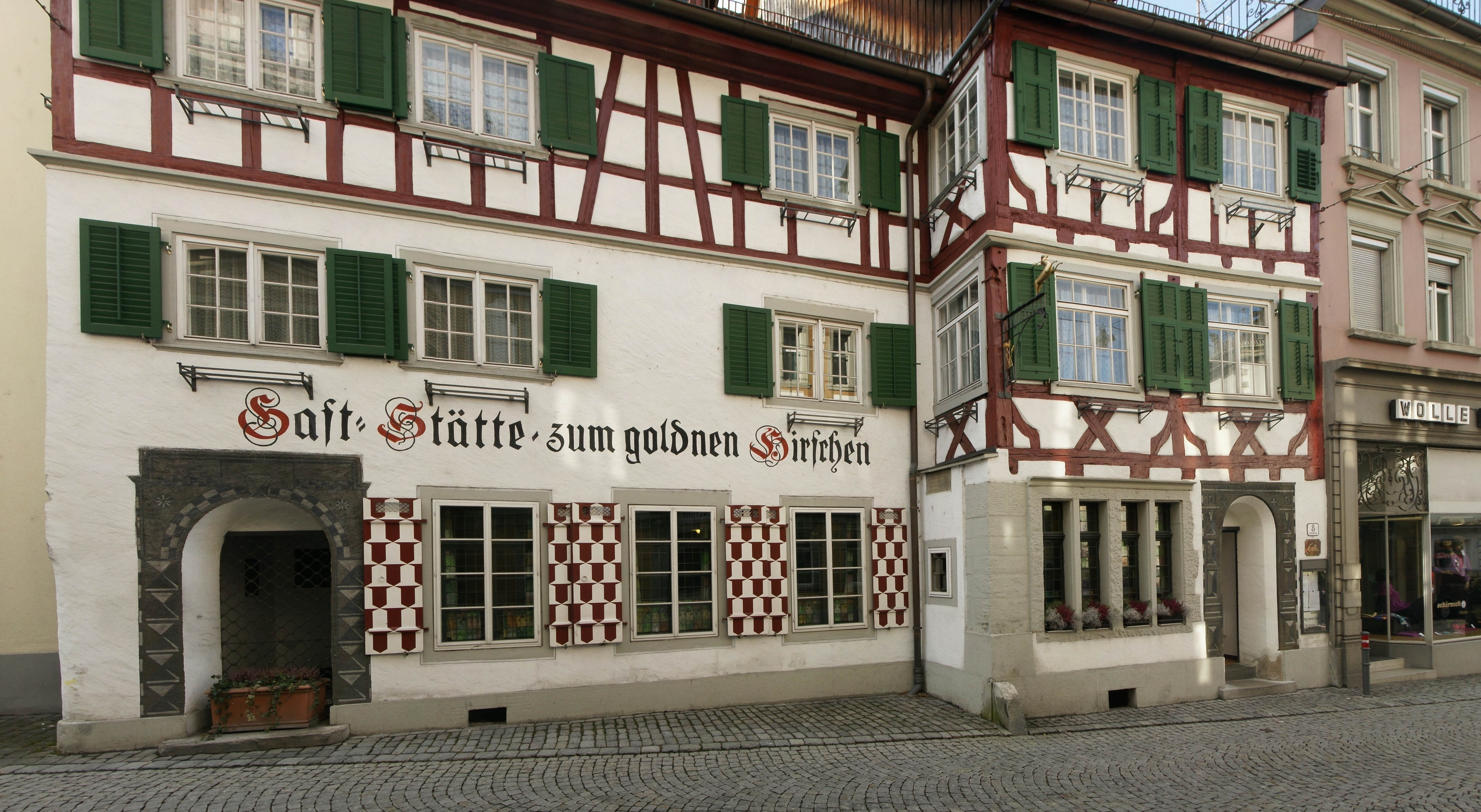
Kirchstraße 8

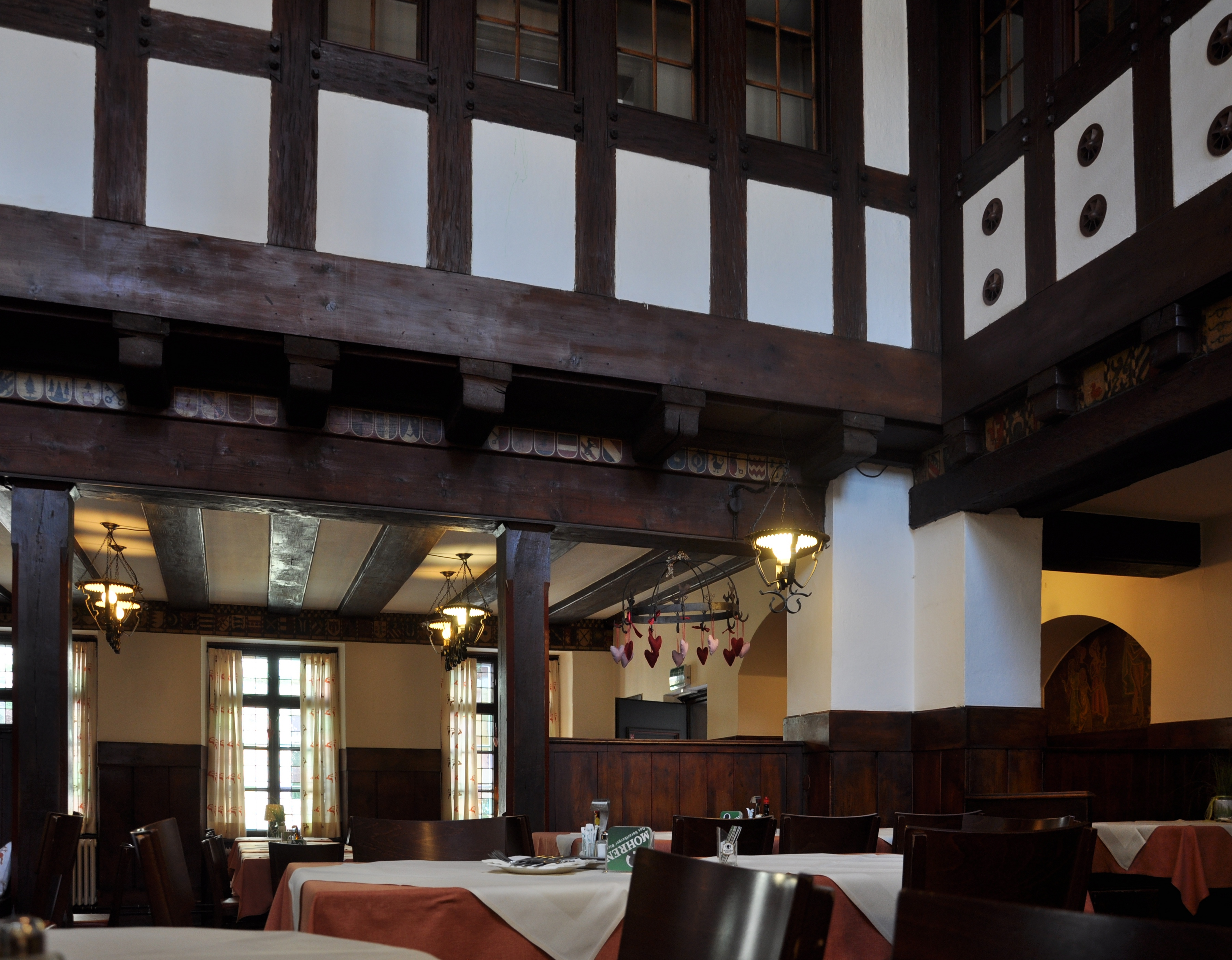
Innenansicht der Gaststube im Erdgeschoß

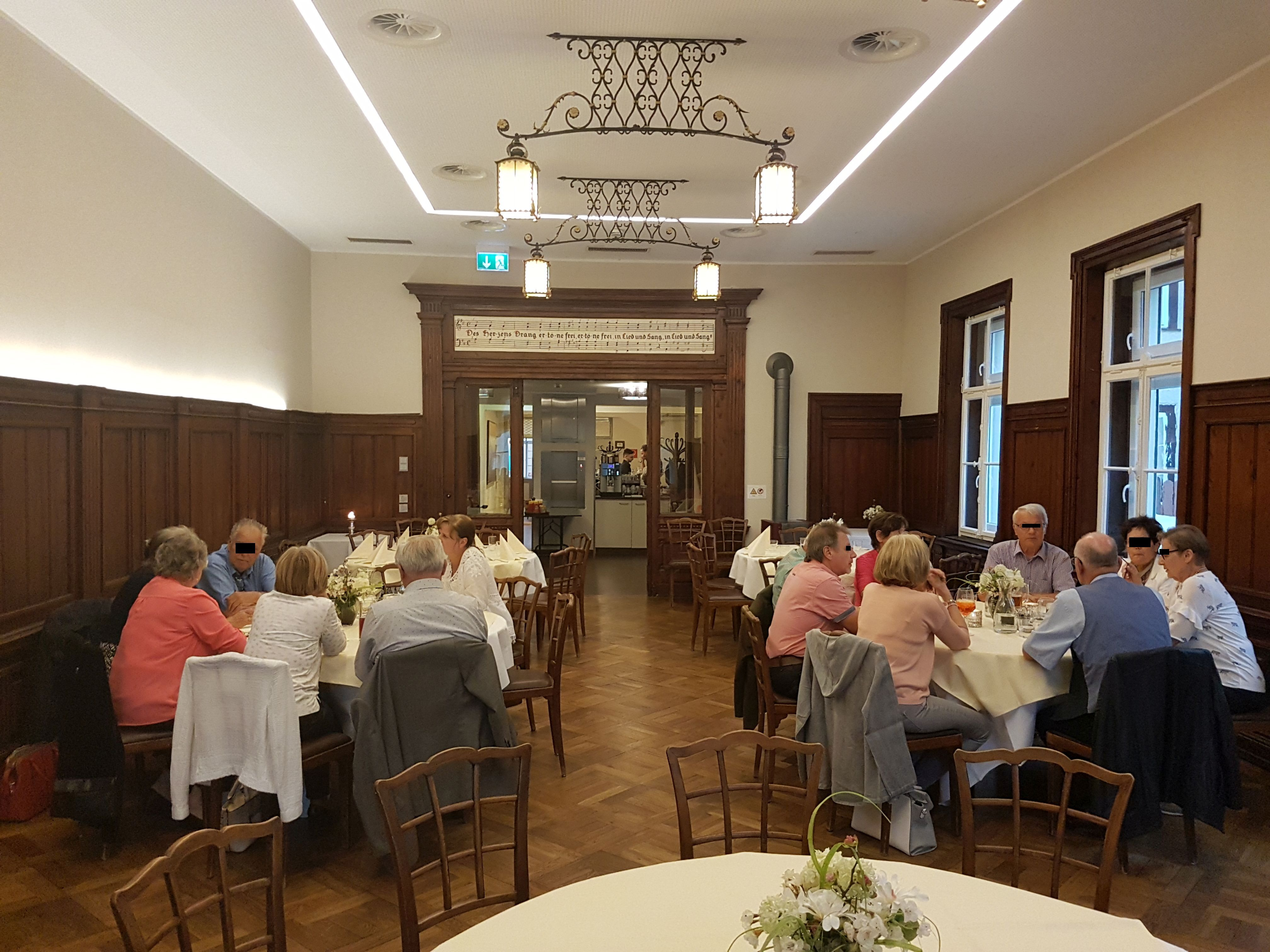
Hirschensaal im 1. OG

Der Gasthof zum Goldenen Hirschen ist ein Gasthaus in der Kirchstraße 8 in Bregenz. Das Bauwerk steht unter Denkmalschutz (Listeneintrag).

## Geschichte
Das Bauwerk stammt im Kern aus dem 16. oder 17. Jahrhundert. Es wurde 1831 erweitert und im Jahr 1926 durch den Architekten Johann Anton Tscharner umgebaut. Der Hirschen-Saal im ersten Obergeschoß wurde 2011 renoviert.

## Architektur
Das Gebäude ist dreigeschoßig. Das Erdgeschoß ist gemauert und weist zwei Rundbogenportale und Sgraffitodekor auf. Die Obergeschoße sind in sichtbarem Fachwerk ausgeführt. Die Fenster sind in Sandstein gefasst. Der vorspringende Gebäudeteil wird durch ein vierteilig gekoppeltes Fenster im Erdgeschoß betont. Über den Gasthausstuben im Erdgeschoß ist eine Balkendecke. Die Inneneinrichtung ist nationalromantisch gehalten. Der Hirschen-Saal im ersten Stock ist holzgetäfelt. Die Türrahmungen sind historistisch.
Im tonnengewölbten Keller wird Wein gelagert.